# 402
| 402                |
| ------------------ |
| Dødsfald - Fødsler |
|                    |

| Gregoriansk kalender | 402 CDII                |
| Ab urbe condita      | 1155                    |
| Armensk kalender     | I/T                     |
| Kinesiske kalender   | 3098 – 3099 辛丑 – 壬寅 |
| Etiopisk kalender    | 394 – 395               |
| Jødisk kalender      | 4162 – 4163             |
| Hindukalendere       |                         |
| - Vikram Samvat      | 457 – 458               |
| - Shaka Samvat       | 324 – 325               |
| - Kali Yuga          | 3503 – 3504             |
| Iransk kalender      | 220 BP – 219 BP         |
| Islamisk kalender    | 227 BH – 226 BH         |

Se også 402 (tal)

## Begivenheder

### Europa
- Årets consuler for de to romerske riger er kejserne Arcadius (for 5. gang)) og Honorius (for 4. gang).
- 6. april bliver visigoterne - under ledelse af Alarik - standset i deres fremrykning i Norditalien af en romersk hær under Stilicho i slaget ved Pollentia.
- Visigoterne opgiver kampagnen i Italien og trækker sig tilbage til Balkan.

### Kultur
- Hieronymus skriver værkerne "Apologiae contra Rufinum" og "Liber tertius seu ultima responsio adversus scripta Rufini".

## Dødsfald
- Quintus Aurelius Symmachus, romersk senator, consul og bypræfekt i Rom.